# Mélamare
Mélamare est une commune française située dans le département de la Seine-Maritime en région Normandie.

## Géographie
| Les Trois-Pierres |              | Saint-Eustache-la-Forêt    |
|                   | Mélamare     | Saint-Antoine-la-Forêt     |
| La Remuée         | La Cerlangue | Saint-Nicolas-de-la-Taille |

### Hydrographie
La commune est située dans le bassin Seine-Normandie. Elle n'est drainée par aucun cours d'eau,. Néanmoins un plan d'eau est présent sur le territoire communal : la mare des Tilleuls (0,04 ha),.

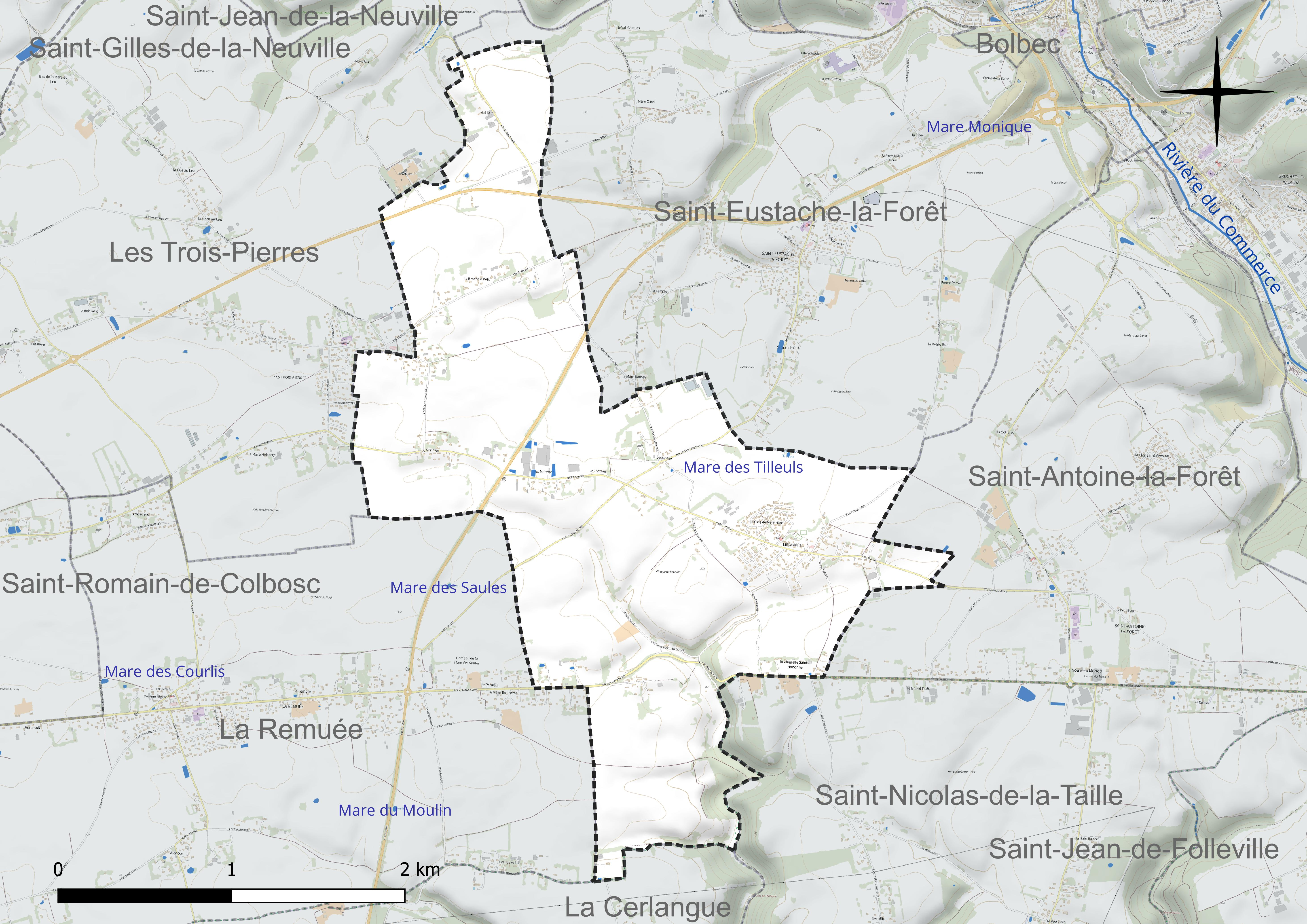
Réseau hydrographique de Mélamare.

### Climat
Pour des articles plus généraux, voir Climat de la Normandie et Climat de la Seine-Maritime.
En 2010, le climat de la commune est de type climat océanique franc, selon une étude du CNRS s'appuyant sur une série de données couvrant la période 1971-2000. En 2020, Météo-France publie une typologie des climats de la France métropolitaine dans laquelle la commune est exposée à un climat océanique et est dans la région climatique Côtes de la Manche orientale, caractérisée par un faible ensoleillement (1 550 h/an) ; forte humidité de l’air (plus de 20 h/jour avec humidité relative > 80 % en hiver), vents forts fréquents. Parallèlement le GIEC normand, un groupe régional d’experts sur le climat, différencie quant à lui, dans une étude de 2020, trois grands types de climats pour la région Normandie, nuancés à une échelle plus fine par les facteurs géographiques locaux. La commune est, selon ce zonage, exposée à un « climat maritime », correspondant au Pays de Caux, frais, humide et pluvieux, légèrement plus frais que dans le Cotentin.
Pour la période 1971-2000, la température annuelle moyenne est de 10,4 °C, avec une amplitude thermique annuelle de 13,1 °C. Le cumul annuel moyen de précipitations est de 942 mm, avec 12,9 jours de précipitations en janvier et 8,7 jours en juillet. Pour la période 1991-2020, la température moyenne annuelle observée sur la station météorologique la plus proche, située sur la commune de Petiville à 13 km à vol d'oiseau, est de 12,0 °C et le cumul annuel moyen de précipitations est de 844,9 mm,. Pour l'avenir, les paramètres climatiques de la commune estimés pour 2050 selon différents scénarios d'émission de gaz à effet de serre sont consultables sur un site dédié publié par Météo-France en novembre 2022.

## Urbanisme

### Typologie
Au 1er janvier 2024, Mélamare est catégorisée commune rurale à habitat dispersé, selon la nouvelle grille communale de densité à sept niveaux définie par l'Insee en 2022.
Elle appartient à l'unité urbaine de Bolbec, une agglomération intra-départementale regroupant cinq  communes, dont elle est une commune de la banlieue,,. Par ailleurs la commune fait partie de l'aire d'attraction du Havre, dont elle est une commune de la couronne,. Cette aire, qui regroupe 116 communes, est catégorisée dans les aires de 200 000 à moins de 700 000 habitants,.

### Occupation des sols
L'occupation des sols de la commune, telle qu'elle ressort de la base de données européenne d’occupation biophysique des sols Corine Land Cover (CLC), est marquée par l'importance des territoires agricoles (87,6 % en 2018), une proportion sensiblement équivalente à celle de 1990 (88 %). La répartition détaillée en 2018 est la suivante : 
terres arables (62,9 %), prairies (20,6 %), zones urbanisées (10,7 %), zones agricoles hétérogènes (4,2 %), forêts (1,7 %). L'évolution de l’occupation des sols de la commune et de ses infrastructures peut être observée sur les différentes représentations cartographiques du territoire : la carte de Cassini (XVIIIe siècle), la carte d'état-major (1820-1866) et les cartes ou photos aériennes de l'IGN pour la période actuelle (1950 à aujourd'hui).

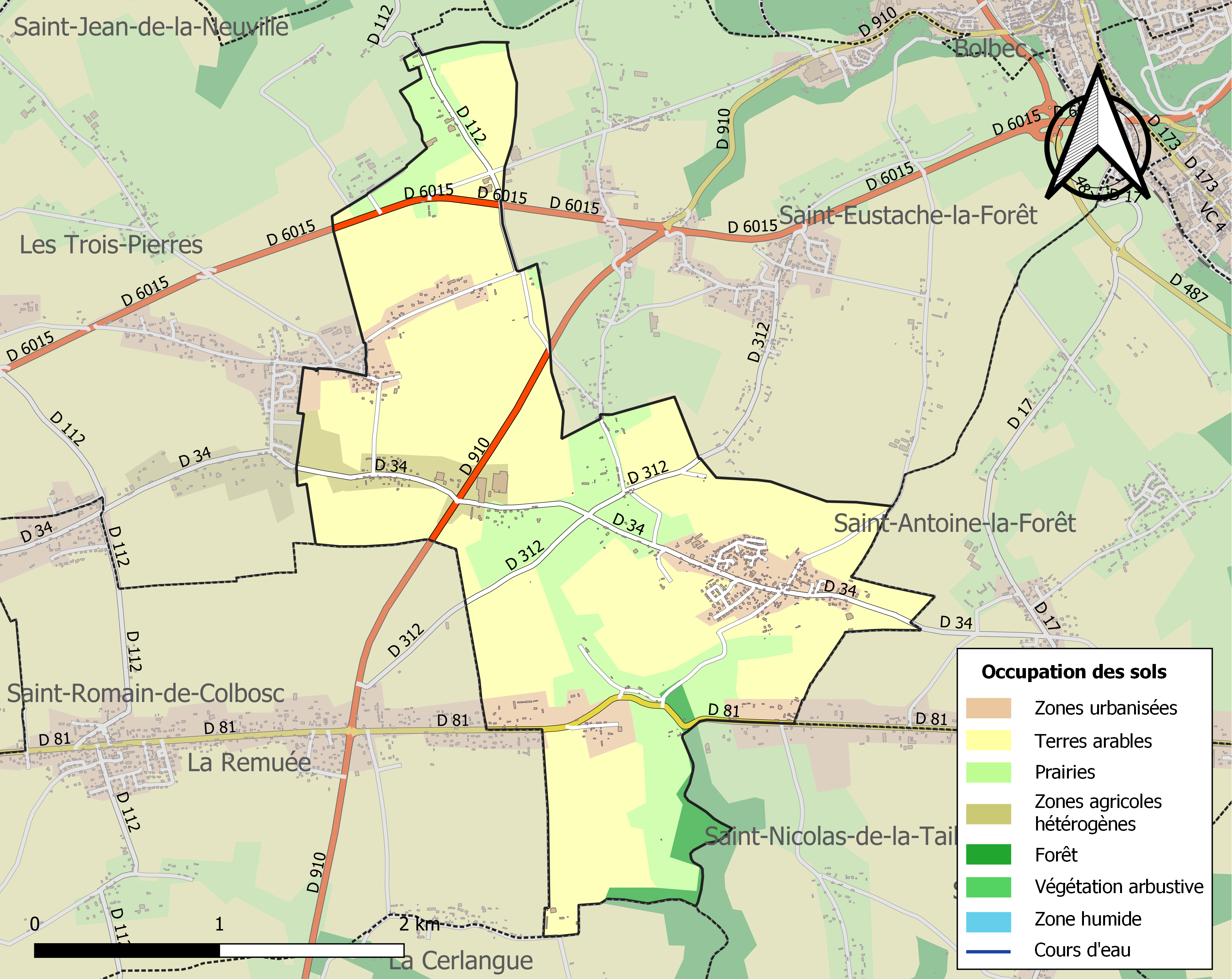
Carte des infrastructures et de l'occupation des sols de la commune en 2018 (CLC).

## Toponymie
Le nom de la localité est attesté sous la forme Mellomara, Mellonismara au  XIIIe siècle, Melonmare en 1337, c'est-à-dire « source de miel ». En effet, il existait vers 1300 à Lillebonne une foire, dite « Foire au Miel », où ce produit était vendu dans de petits pots de terre cuite.

## Histoire
Une tradition hagiographique locale veut que Sainte Honorine fût martyrisée en cette ville et mourût en 303.
La commune située non loin de Bolbec connut à l'époque industrielle un essor lié au textile. Le recensement de 1841 indique que sur les 376 adultes du village, 116 personnes vivaient de la production textile, dont 63 femmes. La plupart sont tisserands (40 femmes et 23 hommes), d'autres sont bobineuses (essentiellement des femmes), fileuses, trameuses, toiliers (uniquement des hommes) et une dévideuse. Le manque d'approvisionnement en coton et la concurrence anglaise provoquèrent le déclin de cette industrie dans la seconde moitié du XXe siècle.

## Politique et administration

### Résultats électoraux récents
| Scrutin             | 1er tour | 1er tour | 1er tour | 1er tour | 1er tour | 1er tour | 1er tour | 1er tour | 1er tour | 1er tour | 1er tour | 1er tour | 2d tour     | 2d tour     | 2d tour     | 2d tour     | 2d tour     | 2d tour     | 2d tour     | 2d tour     | 2d tour     |
| Scrutin             | 1er      | 1er      | %        | 2e       | 2e       | %        | 3e       | 3e       | %        | 4e       | 4e       | %        | 1er         | 1er         | %           | 2e          | 2e          | %           | 3e          | 3e          | %           |
| ------------------- | -------- | -------- | -------- | -------- | -------- | -------- | -------- | -------- | -------- | -------- | -------- | -------- | ----------- | ----------- | ----------- | ----------- | ----------- | ----------- | ----------- | ----------- | ----------- |
| Présidentielle 2007 |          | UMP      | 29,04    |          | UDF      | 20,47    |          | PS       | 19,3     |          | FN       | 12,67    |             | UMP         | 54,39       |             | PS          | 45,61       | Pas de 3e   | Pas de 3e   | Pas de 3e   |
| Européennes 2009    |          | UMP      | 21,89    |          | EELV     | 14,34    |          | MoDem    | 12,45    |          | PS       | 11,7     | Tour unique | Tour unique | Tour unique | Tour unique | Tour unique | Tour unique | Tour unique | Tour unique | Tour unique |
| Régionales 2010     |          | PS       | 37,93    |          | UMP      | 27,59    |          | FN       | 11,38    |          | FG       | 6,55     |             | PS-EELV-FG  | 54,15       |             | UMP         | 32          |             | FN          | 13,85       |
| Présidentielle 2012 |          | UMP      | 28,13    |          | PS       | 25       |          | FN       | 19,73    |          | FG       | 12,3     |             | PS          | 51,53       |             | UMP         | 48,47       | Pas de 3e   | Pas de 3e   | Pas de 3e   |
| Européennes 2014    |          | FN       | 36,8     |          | UMP      | 22,3     |          | PS       | 12,27    |          | MoDem    | 7,81     | Tour unique | Tour unique | Tour unique | Tour unique | Tour unique | Tour unique | Tour unique | Tour unique | Tour unique |
| Régionales 2015     |          | FN       | 34,8     |          | UDI-UMP  | 25,68    |          | PS       | 19,26    |          | FG       | 11,49    |             | UDI-UMP     | 34,7        |             | PS-FG-EELV  | 32,79       |             | FN          | 32,51       |
| Présidentielle 2017 |          | FN       | 27,53    |          | EM       | 22,28    |          | LFI      | 18,73    |          | LR       | 18,54    |             | EM          | 54,77       |             | FN          | 45,23       | Pas de 3e   | Pas de 3e   | Pas de 3e   |
| Européennes 2019    |          | RN       | 27,65    |          | LREM     | 18,99    |          | EELV     | 10,61    |          | PP-PS    | 8,1      | Tour unique | Tour unique | Tour unique | Tour unique | Tour unique | Tour unique | Tour unique | Tour unique | Tour unique |
| Régionales 2021     |          | LC-LR    | 34,48    |          | RN       | 23,56    |          | PS-EELV  | 17,24    |          | LREM     | 11,49    |             | LC-LR       | 43,35       |             | PS-EELV     | 21,67       |             | RN          | 23,15       |

### Liste des maires
| Période                                  | Période                    | Identité         | Étiquette | Qualité |
| ---------------------------------------- | -------------------------- | ---------------- | --------- | ------- |
| Les données manquantes sont à compléter. |                            |                  |           |         |
| mars 2001                                | 2008                       | Régis Foubert    |           |         |
| mars 2008                                | mai 2020                   | Armelle Ménager  |           |         |
| mai 2020                                 | En cours (au 10 août 2020) | Bernard Verdière |           |         |

## Population et société

### Démographie

#### Évolution démographique
L'évolution du nombre d'habitants est connue à travers les recensements de la population effectués dans la commune depuis 1793. Pour les communes de moins de 10 000 habitants, une enquête de recensement portant sur toute la population est réalisée tous les cinq ans, les populations de référence des années intermédiaires étant quant à elles estimées par interpolation ou extrapolation. Pour la commune, le premier recensement exhaustif entrant dans le cadre du nouveau dispositif a été réalisé en 2004.

En 2022, la commune comptait 932 habitants, en évolution de +6,64 % par rapport à 2016 (Seine-Maritime : +0,35 %, France hors Mayotte : +2,11 %).
| 1793 | 1800 | 1806 | 1821 | 1831 | 1836 | 1841 | 1846 | 1851 |
| ---- | ---- | ---- | ---- | ---- | ---- | ---- | ---- | ---- |
| 714  | 700  | 748  | 780  | 796  | 768  | 746  | 758  | 760  |

| 1856 | 1861 | 1866 | 1872 | 1876 | 1881 | 1886 | 1891 | 1896 |
| ---- | ---- | ---- | ---- | ---- | ---- | ---- | ---- | ---- |
| 759  | 831  | 773  | 745  | 747  | 636  | 672  | 632  | 593  |

| 1901 | 1906 | 1911 | 1921 | 1926 | 1931 | 1936 | 1946 | 1954 |
| ---- | ---- | ---- | ---- | ---- | ---- | ---- | ---- | ---- |
| 604  | 639  | 587  | 451  | 487  | 469  | 448  | 463  | 439  |

| 1962 | 1968 | 1975 | 1982 | 1990 | 1999 | 2004 | 2006 | 2009 |
| ---- | ---- | ---- | ---- | ---- | ---- | ---- | ---- | ---- |
| 388  | 432  | 408  | 711  | 762  | 751  | 757  | 748  | 775  |

| 2014 | 2019 | 2022 | - | - | - | - | - | - |
| ---- | ---- | ---- | - | - | - | - | - | - |
| 836  | 922  | 932  | - | - | - | - | - | - |

#### Pyramide des âges
En 2018, le taux de personnes d'un âge inférieur à 30 ans s'élève à 37,2 %, soit au-dessus de la moyenne départementale (36,5 %). À l'inverse, le taux de personnes d'âge supérieur à 60 ans est de 23,6 % la même année, alors qu'il est de 26 % au niveau départemental.
En 2018, la commune comptait 452 hommes pour 453 femmes, soit un taux de 50,06 % de femmes, légèrement inférieur au taux départemental (51,90 %).
Les pyramides des âges de la commune et du département s'établissent comme suit.
| Hommes | Classe d’âge | Femmes |
| ------ | ------------ | ------ |
| 0,2    | 90 ou +      | 0,4    |
| 3,0    | 75-89 ans    | 4,1    |
| 20,7   | 60-74 ans    | 18,8   |
| 16,5   | 45-59 ans    | 18,0   |
| 21,7   | 30-44 ans    | 22,1   |
| 15,0   | 15-29 ans    | 14,3   |
| 22,8   | 0-14 ans     | 22,3   |

| Hommes | Classe d’âge | Femmes |
| ------ | ------------ | ------ |
| 0,7    | 90 ou +      | 1,8    |
| 6,7    | 75-89 ans    | 9,6    |
| 16,7   | 60-74 ans    | 18     |
| 19,4   | 45-59 ans    | 19     |
| 18,5   | 30-44 ans    | 17,5   |
| 19,2   | 15-29 ans    | 17,4   |
| 18,9   | 0-14 ans     | 16,7   |

## Culture locale et patrimoine
Sainte Honorine aurait été martyrisée à Mélamare en 303. Près de l'ancienne église qui lui était dédiée et transformée en habitation. Dans les bois se trouve l'endroit où le martyre a eu lieu. En 1920 environ, une « grotte » ornée de mosaïques bleues et or a été découverte par des enfants du pays.

### Lieux et monuments

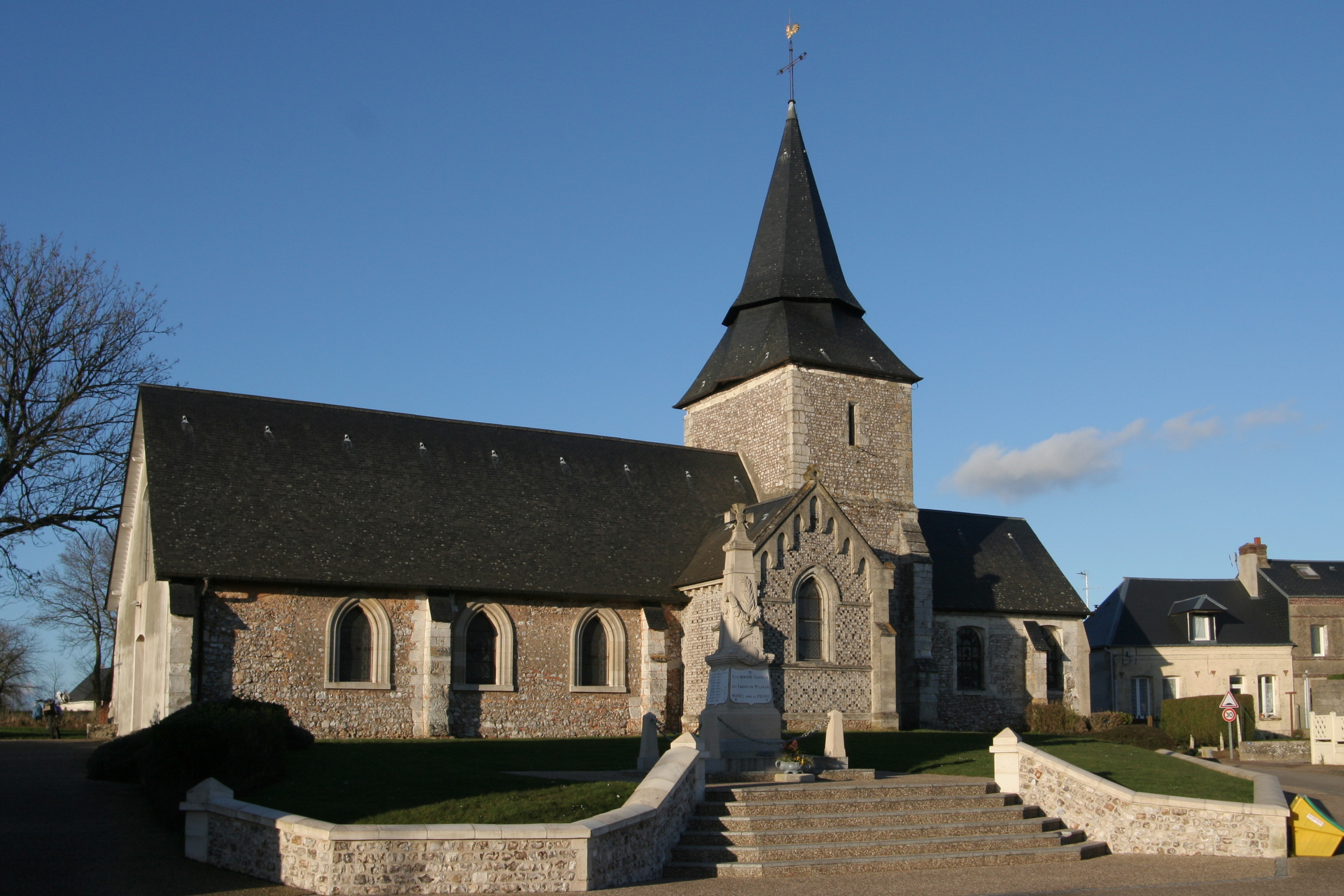
L'église Saint-Jacques.
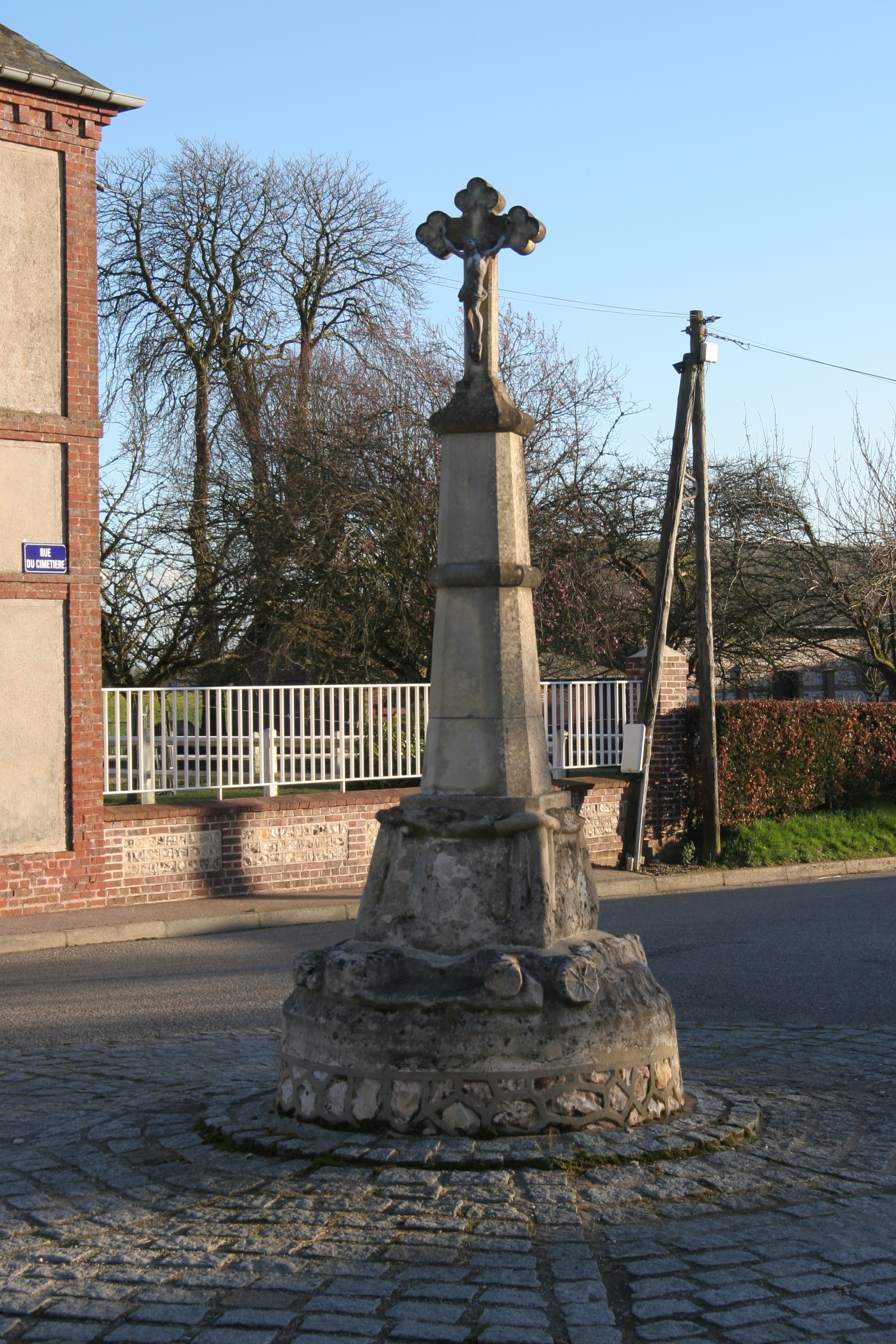
Le calvaire.

- Église Saint-Jacques-et-Sainte-Anne.